# Президентски избори в САЩ (2020)
Президентските избори в САЩ през 2020 година са 59-ите подред избори за президент на Съединените американски щати, проведени на 3 ноември 2020 година. Изборите са спечелени от кандидатите на Демократическата партия: Джо Байдън и Камала Харис. Байдън е вицепрезидент на страната през периода 2009 – 2017 при президента Барак Обама и дългогодишен сенатор от Делауеър преди това. Харис е сенатор от Калифорния и бивш главен прокурор на щата. Тя става и първата жена в историята на САЩ, избрана на поста вицепрезидент.
В продължение на близо два месеца след изборите победата на Байдън и Харис е оспорвана от другия основен претендент – президента Доналд Тръмп. Доказателства за предполагаемите „огромни измами“ и „кражба на избора“ обаче не са предоставени, като фактите потвърждават, че изборите са били честни и гласовете на избирателите са отчетени коректно, а практически всички заведени от Тръмп и поддръжниците му искове в американските съдилища към декември 2020 година, включително във Върховния съд, биват отхвърлени. След проведеното от избирателната колегия гласуване, Байдън и Харис са поздравени за победата и от най-висшите политици в Републиканската партия, включително от лидера на мнозинството в американския Сенат, Мич Макконъл. На 6 януари 2021 г., когато официално се броят гласовете на избирателната колегия, Капитолият е щурмуван от агресивна тълпа привърженици на Тръмп, които временно прекъсват процедурата. По думите на присъствали, налице е била реална опасност изборните книжа да бъдат унищожени. След възстановяване на реда, в ранните часове на 7 януари, Конгресът официално утвърждава избора на Байдън за 46-и президент на САЩ. По-късно през деня Тръмп признава, че той няма да има втори мандат и обявява, че ще съсредоточи действията си до 20 януари към организацията по предаване на управлението в ръцете на следващата администрация.

## Кандидати

### Демократическа партия
| Изборна бюлетина на Демократическата партия |                                     |
| Джо Байдън                                  | Камала Харис                        |
| за Президент                                | за Вицепрезидент                    |
|                                             |                                     |
| 47-и Вицепрезидент на САЩ (2009 – 2017)     | Сенатор от Калифорния (2017 – 2021) |
| Кампания                                    |                                     |
|                                             |                                     |

#### Отпаднали кандидати
| Име             | Дата на раждане      | Текуща или предишна длъжност                                                        | Щат        | Дата на прекратяване на кампанията | Логотип | Изт.   |
| --------------- | -------------------- | ----------------------------------------------------------------------------------- | ---------- | ---------------------------------- | ------- | ------ |
| Бърни Сандърс   | 8 септември 1941 г.  | Сенатор от щата Върмонт (2007 – )                                                   | Върмонт    | 8 април 2020 г.                    |         | [ 9 ]  |
| Тулси Габард    | 12 април 1981 г.     | Член на Камарата на представителите от Хаваи (2013 – )                              | Хаваи      | 19 март 2020 г.                    |         | [ 10 ] |
| Майкъл Бенет    | 28 ноември 1964 г.   | Сенатор от щата Колорадо (2013 – )                                                  | Колорадо   | 11 февруари 2020 г.                |         | [ 11 ] |
| Майкъл Блумбърг | 14 февруари 1942 г.  | 108-ти кмет на Ню Йорк (2002 – 2013) Собственик на информационната агенция Блумбърг | Ню Йорк    | 4 март 2020 г.                     |         | [ 12 ] |
| Кори Букър      | 27 април 1969 г.     | Сенатор от щата Ню Джърси (2013 – )                                                 | Ню Джърси  | 13 януари 2020 г.                  |         | [ 13 ] |
| Стийв Бълок     | 11 април 1966 г.     | Губернатор на щата Монтана (2013 – )                                                | Монтана    | 2 декември 2019 г.                 |         | [ 14 ] |
| Пийт Буттиджидж | 19 януари 1982 г.    | Кмет на Саут Бенд (2012 – )                                                         | Индиана    | 1 март 2020 г.                     |         | [ 15 ] |
| Джон Делейни    | 16 април 1963 г.     | Член на Камарата на представителите от Мериленд (2013 – )                           | Мериленд   | 31 януари 2020 г.                  |         | [ 16 ] |
| Ейми Клобушар   | 25 май 1960 г.       | Сенатор от щата Минесота (2007 – )                                                  | Минесота   | 2 март 2020 г.                     |         | [ 17 ] |
| Том Стейер      | 27 юни 1957 г.       | Управител на хедж фонд                                                              | Калифорния | 29 февруари 2020 г.                |         | [ 18 ] |
| Мариан Уилямсън | 8 юли 1952 г.        | Писателка                                                                           | Калифорния | 10 януари 2020 г.                  |         | [ 19 ] |
| Елизабет Уорън  | 22 юни 1949 г.       | Сенатор от щата Масачузетс (2013 – )                                                | Масачузетс | 5 март 2020 г.                     |         | [ 20 ] |
| Андрю Янг       | 13 януари 1975 г.    | Предприемач                                                                         | Ню Йорк    | 11 февруари 2020 г.                |         | [ 21 ] |
| Девал Патрик    | 31 юли 1956 г.       | Губернатор на Масачузетс (2007 – 2015)                                              | Масачузетс | 12 февруари 2020 г.                |         | [ 22 ] |
| Камала Харис    | 20 октомври 1964 г.  | Сенатор от щата Калифорния (2017 – )                                                | Калифорния | 3 декември 2019 г.                 |         | [ 21 ] |
| Бил де Блазио   | 8 май 1961 г.        | 109-и кмет на Ню Йорк (2014 – )                                                     | Ню Йорк    | 20 септември 2019 г.               |         | [ 21 ] |
| Хулиан Кастро   | 16 септември 1974 г. | Министър на градското и жилищно развитие (2014 – 2017)                              | Тексас     | 2 януари 2020 г.                   |         | [ 21 ] |

### Републиканска партия
| Изборна бюлетина на Републиканската партия |                                         |
| Доналд Тръмп                               | Майк Пенс                               |
| за Президент                               | за Вицепрезидент                        |
|                                            |                                         |
| 45-и Президент на САЩ (2017 – 2021)        | 48-и Вицепрезидент на САЩ (2017 – 2021) |
| Кампания                                   |                                         |
|                                            |                                         |

#### Други основни кандидати
| Кандидатите в този раздел са сортирани по дата на оттегляне от първичните избори. |                                                              |                                         |                                                |
| Уилям Уелд                                                                        | Джо Уолш                                                     | Роки Де ла Фуенте                       | Марк Санфорд                                   |
|                                                                                   |                                                              |                                         |                                                |
| 68-и губернатор на Масачузетс (1991 – 1997)                                       | Член на Камарата на представителите от Илинойс (2011 – 2013) | Бизнесмен                               | 68-и губернатор на Южна Каролина (2003 – 2011) |
| Кампания                                                                          | Кампания                                                     | Кампания                                | Кампания                                       |
| 18 март 2020 (173 754 гласа)                                                      | 7 февруари 2020 (114 337 гласа)                              | Продължава кампанията си (28 106 гласа) | 11 ноември 2019 (0 гласа)                      |